# 门敦 (犹他州)
门敦（英語：Mendon）是美国犹他州卡什县下属的一座城市。建市于1859年，面积大约为1.25平方英里（3.2平方公里），海拔约为4,495英尺（1,370米）。根据2010年美国人口普查，该市有人口1,282人。